# Futoshi Ikeda
Futoshi Ikeda (池田 太 Ikeda Futoshi?), född 4 oktober 1970 i Tokyo prefektur, är en japansk fotbollstränare och tidigare fotbollsspelare. Han är sedan 2021 förbundskapten för det japanska damlandslaget.
Ikeda började sin spelarkarriär 1993 i Urawa Reds. Han avslutade karriären 1996.